# Мутант-59
Мутант-59 (англ. Mutant 59: The Plastic Eater, зустрічається варіант Mutant 59: The Plastic-Eaters) — науково-фантастичний роман британських лікаря та письменника Кіта Педлера і журналіста Джеррі Девіса, який є їх першим спільним літературним твором. Уперше повністю роман опублікований у лондонському видавництві «Souvenir Press» у 1971 році, до цього фрагмент роману прозвучав у передачі британського телебачення «Doomwatch» 1970 року. У романі на фоні фантастичного сюжету — зруйнування центру Лондона бактеріями, які харчуються пластмасою — автори висловлюють тривогу за бездумне використання досягнень науки, моральні проблеми розвитку науки та новітніх технологій, розвиток яких може призвести не тільки до погіршення екології, а й до повного знищення життя на Землі.

## Історія
Кіт Педлер, лікар-окуліст, який очолював кафедру електронної мікроскопії в Лондонскому університеті, у 60-х роках ХХ століття запрошувався як науковий консультант популярного британського телесеріалу «Доктор Хто». Під час роботи над сценарієм він познайомився і тісно співпрацював із редактором і сценаристом Джеррі Девісом. Свою співпрацю вони продовжили на британському телебаченні, заснувавши в 1970 році телепередачу про наукові відкриття, які можуть становити потенційну загрозу для людства. Ця передача мала назву «Doomwatch» (переклад якої може звучати як «Тривога» або «Вахта кінця світу»), та виходила на британському телеканалі BBC One з 1970 до 1972 року. Усього вийшло кілька десятків випусків цієї телепередачі. Перший випуск передачі вийшов 9 лютого 1970 року під назвою «Поїдачі пластмаси» (англ. The Plastic Eaters). Саме цей епізод автори взяли за основу свого роману «Мутант-59», який став першим з їх трьох спільних романів. Уперше цей твір повністю опублікований у лондонському видавництві «Souvenir Press» в 1971 році, пізніше неодноразово перевидавався, в тому числі кількома іноземними мовами (видавався у двох варіантах назви Mutant 59: The Plastic Eater і Mutant 59: The Plastic Eaters).

## Сюжет роману
Роман розпочинається із некролога з «British Medical Journal» від 20 червня 1973 року британському мікробіологу Саймону Ейнслі, який тривалий час вивчав життєдіяльність бактерій на незвичних живильних середовищах, найбільше уваги надаючи бактерії Bacillus prodigiosus. Дія самого роману відбувається в грудні 1975 року. У Великий Британії та США спостерігається низка незрозумілих аварій: падіння космічного корабля, аварія літака при заході на посадку в аеропорт Хітроу, зіткнення великого числа автомобілів із людськими жертвами, спричинене несправністю світлофорів у центрі Лондона, з'являються перші відомості про зникнення британського атомного підводного човна «Тритон» у Північному морі. Паралельно в романі описується діяльність агентства з наукових досліджень Арнольда Креймера та біографія одного із його працівників, Люка Джеррарда, лікаря з Канади. Джеррард після закінчення одного із канадських університетів працював лікарем у промисловому містечку в Канаді, після одруження вирішив перейти на наукову роботу до університету, під час роботи в якому познайомився із науковцем і бізнесменом Арнольдом Креймером, який мав плани об'єднати групу науковців для проведення досліджень, спрямованих для покращення екології на Землі та вирішення інших загальнолюдських проблем. За короткий час, після конфлікту на роботі, та одночасного погіршення відносин із дружиною, на запрошення Креймера Джеррард переїздить до Лондона, та стає одним із співробітників його агентства. Спочатку новостворене агентство успішно втілює два винаходи, які дають значний прибуток організації — пластмасу під назвою «аміностирен» із унікальними властивостями, яку розпочали широко використовувати у найрізноманітніших галузях промисловості, особливо для ізоляції електричних дротів: від дитячих іграшок із електричним живленням до космічних кораблів; а також пластмасу, яка руйнується при потраплянні сонячного світла на неї, яку розпочали використовувати як матеріал для виготовлення пляшок для охолоджувальних напоїв, які легко руйнуються та не становлять загрози для засмічування каналізації, і не переповнюють сміттєзвалища. Проте після того, як агентство отримало великі доходи від цих двох винаходів, змінились погляди керівника агентства, який у всьому вирішив знаходити власну вигоду. Більшість працівників агентства при цьому втратили смак до роботи, та відчули брак нових ідей.
Джерард отримує від Креймера завдання виїхати до Кенсінгтону, куди має також прибути дружина Креймера, журналістка, щоб розібратися із несправностями великого іграшкового робота у відділі іграшок супермаркету, який імітував там роботу роботів на Місяці для привернення уваги дітей до магазину під час передріздвяних ярмарок. Причиною запрошення працівника агентства названо те, що працівники супермаркету підозрюють, що причиною несправності робота є порушення цілісності ізоляції електричних дротів. яке зроблене з продукту компанії аміностирену. Джеррард прибуває до супермаркету, і під час огляду місця подій рятує дружину Креймера, яку ледь не роздушив зламаний робот. Під час огляду робота підтверджується причина його несправностей — руйнування ізоляції електричних дротів, хоча причина цього руйнування залишається невідомою. Джеррард вирішує пошукати в пресі подібні випадки руйнування пластмасової ізоляції, і швидко знаходить більшість із вищеперерахованих випадків у газетних замітках. Особливо його зацікавив випадок із несправністю світлофора в центрі Лондона, і він вирішує зустрітися із розробником автоматичної системи керування рухом автомобілів, який повідомляє йому, що причиною аварії вважається незрозуміле руйнування пластмасової ізоляції в одному із вузлів системи управління рухом. Після цього з'являються повідомлення про аварію в лондонському метро, де виявлено перетворення пластмасової ізоляції на слиз і піну. Після цього приходить офіційне підтвердження загибелі британського атомного човна «Тритон», причиною якого названо безпричинне руйнування ізоляції в кількох відсіках корабля, подібне до інших вищевказаних випадків. Одночасно дружина Креймера Анна після тривалої відсутності чоловіка вдома, починає розуміти, що він значно змінився після заснування власного агентства, і підозрює його у подружній невірності. За кілька годин вона знаходить підтвердження цього: лист від жінки, який написаний Креймеру, в стилі, який притаманний листам від давніх коханців, автором якого була жінка на прізвище Джеррард, що дало підстави Анні запідозрити, що це колишня дружина канадського лікаря, а тепер співробітника агентства її чоловіка. Усі ці факти призводять до того, що вона вирішує розлучитись із чоловіком, про що пише йому в листі. За запрошенням Джеррарда вона прибуває в метро, щоб допомогти продовженню розслідування серії аварій. Після того, як група вчених та представників метрополітену спустились під землю, в метро сталась нова аварія, значно більша за попередню, із серією вибухів та численними людськими жертвами, навіть із проривом комунікацій метро на поверхню. Група людей. які вижили після серії вибухів, серед яких і Джеррард та Анна, роблять спроби вибратися назовні. Тим часом співробітники агентства Креймера, які залишились у конторі. вперше висловлюють припущення, що причиною руйнування ізоляції може бути бактерія, яка харчується пластмасою. Тим часом у центрі Лондона відбулась ціла серія незрозумілих аварій, пов'язаних із руйнуванням пластмасових предметів, які повністю паралізували життя британської столиці, що призвело до введення в Лондоні надзвичайного стану. Під час пошуків виходу із метро Джеррард із Анною помічають потік із решток пластмаси, і беруть із нього пробу рідини. Після того, як у цю пробу вставили пластмасову ручку, вона почала руйнуватися, що наштовхнуло Джеррарда на думку, що причиною цього руйнування є бактерії, які харчуються пластмасою, які за час перебування в каналізаційних трубах мутували, а першопричиною їх появи у великих кількостях є пляшки із саморуйнівної пластмаси, які масово почали потрапляти в каналізацію.
Далі в романі описана першопричина появи мутованих бактерій в Лондоні. Вони з'явились після серії експериментів, які проводив мікробіолог Саймон Ейнслі з бактеріями Bacillus prodigiosus з метою виведення мікробів, які б харчувалися пластмасою. 59 зразок із серії подібних мікроорганізмів набув потрібних досліднику властивостей. і розпочав харчуватися пластмасою, проте під час вивчення проби у вченого стався інфаркт міокарду, від якого він раптово помирає, при цьому пробірка із культурою мутованого мікроба випадає з його руки та розбивається, і бактерії потрапляють в каналізацію. Протягом двох років вони не мали необхідної їжі, проте з появою за півроку до початку подій роману великої кількості пляшок із пластмаси, яка руйнується під дією сонячного світла. мікроби дістали необхдну кількість їжі, та пізніше переключились і на інші види пластмас. Учені із агентства Креймера на основі проб пластмаси, взятих до того Джеррардом, роблять остаточний висновок, що причиною руйнування пластмаси є бактерії, які її поїдають.
Тим часом після введення надзвичайного стану в Лондоні до центру міста стягуються війська, створюється низка дезинфекційних пунктів, контрольно-пропускних пунктів для контролю за зараженою територією, а також низка дослідницьких лабораторій, де розроблялися засоби для боротьби із бактеріями. Арнольд Креймер отримує дзвінок із НАСА, яка хоче відмовитись від використання аміностирену як ізолюючого матеріалу в космічних кораблях, що означає втрату мільйонних контрактів для Креймера. Він вирішує негайно вилетіти до Нью-Йорка, незважаючи про нагадування секретарки, що він нічого не знає про долю дружини, доля якої залишалась невідомою після аварії в метро. Джерарду тим часом вдалося вибратися на поверхню через вентиляційну шахту. На поверхні він зауважує, що місто ніби вимерло. Невдовзі він потрапляє до рук зловмисників, які грабували ювелірні магазини в зараженій зоні, та був вимушений скористатися їх допомогою, для того, щоб пройти контрольно-пропускний пункт та вчасно доставити зразки бактерій до лабораторії. Пізніше виявляється, що Креймер на своїй авторучці проніс на борт літака спори мікробів, які поїдають пластмасу, що призвело до зараження ними систем літака та авіакатастрофи, в якій гине і Креймер. Рятувальникам вдається врятуванни Анну і ще кількох людей із метро, та доставити їх у лікарню, де вона дізнається про загибель чоловіка. Тим часом у лабораторії за порадою Джеррарда вдається синтезувати засіб для боротьби з бактеріями — синтезували пластмасу, в структуру якої ввели ціанідну групу, після чого вона стала отруйною для бактерій, та обробили нею заражену бактеріями місцевість і каналізаційні стоки, що призвело до загибелі бактерій. Після стабілізції ситуації в Лондоні Анна Креймер, яка отримала контрольний пакет акцій агентства, збирає працівників на засідання, на якому новим головою агентства обирають Джеррарда, який зобов'язується направити роботу агентства не на отримання прибутку, а на направлення роботи агентства для користі для суспільства.

## Наближення до реальності подій роману
Оскільки в сучасному суспільстві значне місце займають вироби із пластмас, великою проблемою стає проблема утилізації відходів із пластмас. У реальності в 2009 році канадський учень Деніел Берд отримав штам мікроорганізмів, який харчується пластиковими відходами, проте вид цих мікроорганізмів не називався. А в 2016 році японські вчені виявили штам бактерій Ideonella sakaiensis, які здатні гідролізувати поліетилентерефталат. До цього були виявлені гриби Fusarium oxysporum, який також здатний розкладати ПЕТ, і Pestalotiopsis microspora, що здатний розкладати поліуретан.

## Критика
На думку російського письменника та літературного критика Єремія Парнова, яку він висловив у післямові до першого російськомовного видання роману, та який сам за освітою був хіміком, у романі чітко показано, що головною загрозою для людства є не наукові досліди як такі, а в тому, щоб вони не стали предметом оперування в руках безпечних або безвідповідальних людей, або в руках зловмисників. Проте на думку Парнова, у час першої публікації роману російською мовою спостерігалось покращення співробітництва країн з різним політичним устроєм, у тому числі й з питань екології та збереження природи, що й дало можливість публікації роману в СРСР.
На думку російського літературного критика Юлії Сіромолот, в романі наука виступає якоюсь потойбічною силою, безвідповідальною і некерованою, особливо страшно виглядає момент опису потрапляння мутованих бактерій у раковину ванної кімнати, а з неї у каналізацію. У романі, на думку критика, пропорційно поєднані глака кінодрама та міцний науковий детектив, і кожна частина точно відміряна. У романі також не відчувається наукової наївності, й усі особливості роботи мікробіологів показані досить точно, що може як дати поштовх до зацікавлення юним читачам, або й вразити уяву старших читачів.

## Переклади
Українською мовою роман «Мутант-59» не перекладався. Російською мовою твір уперше опублікований у 1975 році у видавництві «Мир» у серії «Зарубіжна фантастика». Роман також перекладений німецькою, нідерландською та італійською мовами.